# Bischwiller
Bischwiller là một xã trong tỉnh Bas-Rhin, thuộc vùng Grand Est của nước Pháp, có dân số là 11.596 người (thời điểm 1999).

## Thông tin nhân khẩu
| 1962  | 1968  | 1975  | 1982   | 1990   | 1999   |
| ----- | ----- | ----- | ------ | ------ | ------ |
| 8.198 | 8.780 | 9.653 | 10 612 | 10 969 | 11 596 |

## Các thành phố kết nghĩa
- Hornberg (Schwarzwald), Đức

## Nhân vật nổi tiếng
- Lucien Muller (sinh 1934), cầu thủ bóng đá đội tuyển quốc gia
- Otto Meißner (1880 - 1953)